# Episodi di Spin City (quarta stagione)
La quarta stagione della serie televisiva Spin City, composta da 26 episodi, è stata trasmessa negli Stati Uniti dal canale ABC tra il 21 settembre 1999 e il 24 maggio 2000.
| nº | Titolo originale                  | Titolo italiano                    | Prima TV USA      | Prima TV Italia |
| -- | --------------------------------- | ---------------------------------- | ----------------- | --------------- |
| 1  | Catcher in the Bronx              | Baseball e bugie                   | 21 settembre 1999 |                 |
| 2  | James and the Giant Speech        | L'ultimo discorso                  | 28 settembre 1999 |                 |
| 3  | All the Mayor's Men               | Tutti gli uomini del sindaco       | 5 ottobre 1999    |                 |
| 4  | These Shoes Were Made for Cheatin | Scarpe truccate                    | 12 ottobre 1999   |                 |
| 5  | Rebel Without a Chair             | Ribelle a metà                     | 19 ottobre 1999   |                 |
| 6  | The Mayor May Not                 | Il sindaco o non sindaco           | 2 novembre 1999   |                 |
| 7  | The Great Debate                  | Il grande dibattito                | 9 novembre 1999   |                 |
| 8  | How to Bury a Millionaire         | L'odore dei soldi                  | 16 novembre 1999  |                 |
| 9  | The Thanksgiving Show             | La sedia del Sindaco               | 23 novembre 1999  |                 |
| 10 | The Doorman Always Rings Twice    | Il portiere suona sempre due volte | 30 novembre 1999  |                 |
| 11 | Mustang Mikey                     | L'auto del cuore                   | 7 dicembre 1999   |                 |
| 12 | My Dinner with Caitlin            | Invito a cena                      | 21 dicembre 1999  |                 |
| 13 | A Tale of Two Sisters             | Le due sorelle                     | 12 gennaio 2000   |                 |
| 14 | Casino                            | Casinò                             | 2 febbraio 2000   |                 |
| 15 | The Marry Caitlin Moore Show      | Il genio di Londra                 | 9 febbraio 2000   |                 |
| 16 | Suffragette City                  | Senza età                          | 16 febbraio 2000  |                 |
| 17 | Mike's Best Friend's Boyfriend    | La strana coppia                   | 23 febbraio 2000  |                 |
| 18 | The Pig Whisperer                 | L'uomo che sussurrava ai maiali    | 8 marzo 2000      |                 |
| 19 | Uneasy Rider                      | La palla magica                    | 22 marzo 2000     |                 |
| 20 | About Last Night                  | Incontro con il Presidente         | 19 aprile 2000    |                 |
| 21 | Don't Get on the Bus              | Pullman elettorale                 | 26 aprile 2000    |                 |
| 22 | Airplane!                         | Provaci ancora Mike                | 3 maggio 2000     |                 |
| 23 | An American Deputy Mayor in Paris | Un uomo da buttare                 | 10 maggio 2000    |                 |
| 24 | The Commitments                   | Questioni di principio             | 17 maggio 2000    |                 |
| 25 | Goodbye (part 1)                  | Addio (Parte 1ª)                   | 24 maggio 2000    |                 |
| 26 | Goodbye (part 2)                  | Addio (Parte 2ª)                   | 24 maggio 2000    |                 |